# Sannirione
Sannirione (in greco antico: Σαννυρίων?, Sannyríōn; seconda metà del V secolo a.C. – 370 a.C. circa) è stato un commediografo greco antico.

## Biografia
Sannirione viene annoverato tra gli ultimi rappresentanti della commedia antica e i primi della commedia di mezzo; fu contemporaneo di Diocle di Fliunte e di Filillio.
È ricordato burlescamente da alcuni autori antichi per la sua magrezza, tanto che Strattis lo paragona ad uno scheletro, mentre Aristofane lo sceglie come rappresentante dei poeti comici, insieme a Meleto per i tragici e Cinesia per i ditirambici, nella discesa nel regno dei morti.

## Commedie
Le sue commedie sono andate perdute e di esse restano solo 13 frammenti. Il lessico Suida riporta alcuni suoi titoli: Γέλως (La risata), Δανάη (Danae, successiva al 408 a.C.), Ἰώ (Io), Ψυχασταί (I cercatori di fresco).